# ابوالعباس اسفراینی
ابوالعباس فضل بن احمد اِسفَراینی از رجال دولتی دورهٔ سامانیان و وزیران غزنویان است. او که به احتمال زیاد از مردمان اسفراین در خراسان بوده‌است کار خود را در دربار سامانیان آغاز کرد و به گفتهٔ تاریخ یمینی از دبیران و کارگزاران مشهور سامانی بوده‌است. اسفراینی وزیر دربار محمود غزنوی بود و از مهم‌ترین کارهای او در ایام وزارتش تغییر زبان رسمی دربار از عربی به فارسی بود که این اقدام تحت تأثیر دوستی نزدیک اسفراینی با ابوالقاسم فردوسی بود. نام‌آوری محمود غزنوی در تشویق شاعران پارسی‌گو و ترویج زبان فارسی را بیشتر مرهون ایران‌دوستی وزیر او ابوالعباس اسفراینی می‌دانند. او بعدها به زندان افتاده و در سال ۴۰۴ هجری قمری زیر شکنجه درگذشت.

## پیشینه
از اوایل زندگی وی اطلاعاتی در دست نیست. نخست در دربار سامانیان، پیشهٔ دبیری داشت. در سال ۳۸۴ هجری قمری سبکتگین از نوح بن منصور امیر سامانی خواست تا اسفراینی را برای منصب وزارت پسرش محمود که در آن زمان امیر نیشابور بود در اختیار او نهد. نوح پذیرفت و محمود او را به وزارت خود برگزید. اسفراینی به ادارهٔ امور سیاسی محمود که قدرت خود را در نواحی شرقی ایران تثبیت می‌کرد پرداخت. محمود آن‌گاه که توانست پس از غلبه بر رقیبان، امپراتوری وسیعی بنیان نهد، برای اداره آن وزیری مدبر و باتجربه از خراسانیان لازم داشت تا آئین مملکت‌داری سامانی را به او بیاموزد. برخی از مورخان از کفایت و کاردانی اسفراینی در این کار سخن گفته و نوشته‌اند: یک بار که محمود به مولتان لشکر کشید، وزیر در غیاب سلطان با جدیت به ادارهٔ امور پرداخت و سلطان را از هجوم ایلک خان پادشاه قراخانی که به قلمرو محمود طمع بسته بود، آگاه کرد. از جمله کارهای ابوالعباس اسفراینی در ایام وزارتش این بود که فرمان داد دفاتر دیوانی و مکاتبات دولتی و رسایل را که پیش از وی به عربی نوشته می‌شد، به پارسی نویسند و از نوشتن مراسلات و دفاتر به زبانی به‌جز آن اجتناب کنند. عُتبی، نویسنده تاریخ یمینی، توجه اسفراینی را به ادب فارسی به‌عنوان زبان رسمی دیوانی را حمل بر بی‌مایگی او در ادبیات عرب دانسته‌است.
فردوسی در شاهنامه چند بیت دربارهٔ اسفراینی سروده‌است:
| یکی فرش گسترده شد در جهان |  | که هرگز نشانش نگردد نهان   |
| کجا فرش را مسند و مرقدست  |  | نشستنگه فضل بن احمدست      |
| که آرام این پادشاهی بدوست |  | خرد در سر نامداران ازوست   |
| نبد خسروان را چنو کدخدای  |  | بپرهیز و رادی و دین و برای |
| گشاده زبان و دل و پاک دست |  | پرستندهٔ شاه یزدان‌پرست      |
| ز دستور فرزانهٔ دادگر      |  | پراگنده رنج من آمد بسر     |

اسفراینی در سال ۴۰۱ قمری پس از ۱۷ سال وزارت، از این مقام کناره گرفت. دربارهٔ علل کناره‌گیری و همچنین خوی و روش او در وزارت، منابع تاریخی اختلاف دارند. عتبی که بعضاً از کفایت اسفراینی سخن رانده، وضع قلمرو محمود را در دوران وزارت او بسیار وخیم وصف کرده‌است. به گفتهٔ او، وزیر با دست‌اندازی به اموال مردم و تصرف خزاین دولتی، ثروت هنگفتی گرد آورد. در ایام وزارتش شهرها رو به ویرانی نهاد و درآمدهای دولتی کاهش یافت و فریاد دادخواهی از گوشه و کنار کشور برخاست. سلطان محمود که وزیر را مسئول این نابسامانی می‌دانست، او را به پرداخت کسری درآمدها واداشت. اسفراینی که خود را از این اتهامات مبری می‌دانست، در برابر خواستهٔ سلطان مقاومت کرد و سرانجام از وزارت کناره گرفت و به اختیار خود به قلعهٔ غزنین رفت و خود را محبوس کرد. سلطان محمود نیز دستور داد تا اموالش را به جرم خرابی ولایت و عدم رعایت حال رعایا مصادره کردند. در سال ۴۰۴ قمری که سلطان از غزنین به جنگ بیرون رفته بود، اسفراینی را آن قدر شکنجه کردند تا جان سپرد، اما سلطان محمود چون به غزنین بازگشت، از مرگ وزیر بسیار متأثر شد.
پس از او احمد میمندی وزیر محمود غزنوی شد.